# Halidae
Halidae é uma pequena família de aranhas, com posição sistemática incerta, que inclui três espécies agrupadas em dois géneros. A família é considerada endémica em Madagáscar. A validade da família é contestada, havendo sistematas que preferem incluir os dois géneros na família Pisauridae.

## Taxonomia
Hala Jocqué, 1994
- Hala impigra Jocqué, 1994 (Madagáscar)
- Hala paulyi Jocqué, 1994 (Madagáscar)

Tolma Jocqué, 1994
- Tolma toreuta Jocqué, 1994 (Madagáscar)